# Jan van Aken (schrijver)
Jan van Aken (Herwen en Aerdt, 9 augustus 1961) is een Nederlandse schrijver, die in de cultuursector en de automatisering werkte.

## Leven en werk
Van Aken heeft verschillende historische romans geschreven. Zijn eerste drie boeken spelen zich vóór de Vroegmoderne tijd af. In Het oog van de basilisk lezen we over Epiphanius Rusticus in de nadagen van het Romeinse Rijk, terwijl we in De valse dageraad kennismaken met Hroswith van Wikala in de Middeleeuwen ten tijde van de eerste millenniumwisseling. Zijn derde roman speelt zich af in de 1e eeuw na Christus en behandelt de reis van de wijsgeer Apollonius van Tyana naar India, zoals achteraf gezien door de ogen van zijn leerling Damis.
Het fluwelen labyrint speelt zich af in het Amsterdam van de jaren tachtig. De schrijver laat er geen twijfel over bestaan dat het ook bij dit boek, dat speelt op de 'tijdloze dag' 8-8-1988, gaat om een historische roman. Terwijl de hoofdpersoon van De Dwaas van Palmyra steeds probeert te ontsnappen uit de mythen die hem gevangen houden, is de dwaaltocht van hoofdpersoon Einar in Het fluwelen labyrint een wanhopige zoektocht naar een verloren paradijs, het mythische Amsterdam waar de titel van het boek naar verwijst.
In Koning voor een dag volgen we de historische schimpdichter Hipponax, die leefde in het Ionië van de zesde eeuw v.Chr. Hipponax stond bekend om zijn scherpe tong en zijn grove taalgebruik. Voor dit boek gebruikte van Aken zowel oorspronkelijke fragmenten van Hipponax, als fictieve gedichten van eigen hand.
In De Afvallige roept de schrijver de tijd van Julianus de Afvallige op, gezien door de ogen van een groep jongens die bij een christensekte zijn terechtgekomen en betrokken raken bij een moordcomplot. Deze groots opgezette roman bestrijkt de periode 350-392 n.Chr.
In De ommegang heeft in 1415 de geheugenkunstenaar, heelmeester en architect Isidorus van Rillington een ontmoeting die zijn leven totaal verandert. Hij reist naar het Duitse Konstanz, waar op dat moment het Concilie van Konstanz bijeen was, om een oplossing voor de crisis in het pausdom te vinden.
Tussen 2003 en 2018 werkte Van Aken voor de Schrijversvakschool.
Van Aken publiceerde eerder in de tijdschriften Optima en Nieuw Wereldtijdschrift. Zijn tweede roman werd genomineerd voor de Seghers Literatuurprijs. De Afvallige kwam op de longlist voor zowel de AKO- als de Libris-literatuurprijs. In 2018 werd De ommegang bekroond met de F.Bordewijk-prijs. In maart 2019 verscheen het boek op de shortlist van de Libris Literatuur Prijs.

## Publicaties
- Het oog van de basilisk (2000)
- De valse dageraad (2001)
- De dwaas van Palmyra (2003)
- Het fluwelen labyrint (2005)
- Koning voor een dag (2008)
- De afvallige (2013)
- De ommegang (2018)
- Het xoanon (2024)